# 震災後文学
震災後文学（しんさいごぶんがく）とは、震災（地震災害）後の文学のことである。大地震の被災者が自身の体験や経験などをもとにその震災を題材とした文学作品を生み出すことがあり、これを「震災後文学」と呼ぶことが多い。厳密な定義はないが、作者が被災者であるか否かにかかわらず、実際に起きた地震災害に関する文学全般を総称する語として用いられることもある。日本では、太平洋戦争後の文学のことを「戦後文学」と呼んでいるが、震災後文学はその「地震バージョン」である。2011年3月11日に東北地方太平洋沖地震（東日本大震災）が発生して以降、震災後文学という語は特に東日本大震災に関連する文学（東日本大震災後文学）を指すことが多くなった。木村朗子には、『震災後文学論』（続編も含めて2冊刊行されている）の著書があり、東日本大震災をめぐる文学動向を総括している。

## 東日本大震災を題材とした文学

### ノンフィクション・ルポ・写真集ほか
- 五木寛之『下山の思想』幻冬舎新書、2011年。
- 谷口雅彦 写真集『沈黙と饒舌と　原発のある町』白夜書房　編集:末井昭　2012年。
- 髙山文彦『大津波を生きる』2012年[3]。
- 高嶋博視『武人の本懐 FROM THE SEA 東日本大震災における海上自衛隊の活動記録』講談社、2014年。
- 草谷桂子『3・11を心に刻む ブックガイド』子どもの未来社、2013年[4]。
- 蟹江杏、佐藤史生『ふくしまの子どもたちが描く あのとき、きょう、みらい。』徳間書店、2011年。
- 小野智美編『女川一中生の句 あの日から』羽鳥書店、2013年。
- 麻生幾『前へ! ―東日本大震災と闘った無名戦士たちの記録―』新潮社、2011年。自衛隊、東北地方整備局（くしの歯作戦）、DMATなどの苦労と活躍を描いたノンフィクション。
- 菱田雄介[5]、飯沢耕太郎『アフターマス 震災後の写真』NTT出版、2011年。原作『hope/TOHOKU』は震災11日後に被災地で撮影された。
- 安田菜津紀、渋谷敦志、佐藤慧『ファインダー越しの3.11』原書房、2011年12月。現地写真集。
- 岩手日報社『特別報道写真集 平成の三陸大津波 2011.3.11 東日本大震災 岩手の記録 [Kindle版]』岩手日報社、2014年。
- 佐々涼子『紙つなげ! 彼らが本の紙を造っている ―再生・日本製紙石巻工場―』早川書房、2014年。
- 外岡秀俊『3・11複合被災』岩波書店、2012年。
- 河北新報社『河北新報のいちばん長い日』文藝春秋、2011年。なお震災1年後にテレビドラマ化されている。
- 森健編『つなみ 被災地の子どもたちの作文集』文藝春秋、2012年。
第43回大宅壮一ノンフィクション賞。80人の作文を載せたMOOK（18万部）と115人の『完全版』がある。
- 文藝春秋『つなみ 5年後の子どもたちの作文集』文藝春秋2016年4月臨時増刊号
- 谷口雅彦 写真集「津波を乗り越えた町々　東日本大震災十年の足跡」双葉社 2021年

### フィクション
- 福井晴敏『震災後』小学館、2011年。
- 高橋源一郎『恋する原発』講談社、2011年。
- 和合亮一『詩の礫』徳間書店、2011年。
  - 『廃炉詩編』2013年3月。
  - 『昨日ヨリモ優シクナリタイ』徳間書店、2016年。
- くしまちみなと『おとめ桜の伝説〜小峰シロの物ノ怪事件簿〜』2012年。序章が福島県白河市の震災描写。白河小峰城崩落などがある。
- 照井翠『龍宮』角川学芸出版、2012年[6]。
- 有川浩『空飛ぶ広報室』 - 単行本書き下ろしの後日談（ドラマ版最終話）で東日本大震災時とその後の松島基地の様子が描かれている（主人公はかつてブルーインパルス候補だったという設定）。2012年。
- 乃南アサ『いちばん長い夜に』新潮社、2013年1月。震災により2人の人生に与えた大きな変化が描かれている。
- 友井羊『ボランティアバスで行こう!』宝島社、2013年4月。災害ボランティアを題材にしている。
- いとうせいこう『想像ラジオ』2013年。
- 綿矢りさ『大地のゲーム』2013年。
- 佐伯一麦『還れぬ家』 - 後半部分でそれまでの本筋（2008年 - 2009年の出来事）と並行して東日本大震災後の主人公の様子が描かれる。2013年。
- 佐藤通雅『昔話（むがすこ）佐藤通雅歌集』2013年。
- 小林エリカ『光の子ども』リトル・モア、2013年。イラストレーターが書いた漫画。
- 熊谷達也『調律師』2013年。終盤で仙台市のコンサートホールを訪れた主人公が東日本大震災に巻き込まれる。
  - 熊谷達也『希望の海 仙河海叙景』集英社、2016年。
  - 熊谷達也 『リアスの子』2013年12月。
- 岡本貴也『神様の休日 〜僕らはまためぐり逢う』幻冬舎、2014年2月。実話を元に紡がれた遺体修復師の真実の物語。
- 佐伯一麦『空にみずうみ』2014年6月23日から『読売新聞』連載小説 - 震災後の仙台を舞台に日常生活のありがたみを描く。
- 中山七里『アポロンの嘲笑』集英社、2014年9月。逃走する殺人事件の被疑者とそれを追う刑事の視点から、震災直後の福島県の様子や福島第一原子力発電所事故の対応に追われる人々の現状を描く。
- 吉村萬壱 『ボラード病』文藝春秋、2014年。災害で人が住めなくなったあと、人が戻ってきた海塚の町の様子を小学校5年女子の視点で描く。
- 平野啓一郎「Re: 依田氏からの依頼」、短編集『透明な迷宮』所収、新潮社、2014年。『新潮』2013年7月号に掲載。
- 真山仁『そして、星の輝く夜がくる』講談社・2014年、続編『海は見えるか』幻冬舎・2016年。阪神淡路大震災で被災した著者が、被災者を描く。
- 金原ひとみ『持たざる者』集英社、2015年4月。
- 柏葉幸子『岬のマヨイガ』- 岩手日報（日報ジュニアウイークリー）で2014年5月10日から2015年7月4日まで連載後、2015年9月に講談社から刊行。
- 北野慶『亡国記』現代書館、2015年[7]。
- 真山仁『雨に泣いてる』幻冬舎、2015年。被災地で新聞記者が殺人事件を追う。
- 廣木隆一『彼女の人生は間違いじゃない』河出書房新社、2015年。
- 彩瀬まる『やがて海へと届く』講談社、2016年。
- 天童荒太『ムーンナイト・ダイバー』文藝春秋、2016年[8][9]。
- 柳広司『象は忘れない』短編集、文藝春秋、2016年。
- 多和田葉子『献灯使』講談社、2014年
- 桐野夏生『バラカ』集英社、2016年。
- 島田明宏『絆〜走れ奇跡の子馬〜』集英社、2017年。被災した南相馬市のファームを舞台に、生き残った子馬を競走馬に育てダービーを目指す。
- 村上春樹『騎士団長殺し』新潮社、2017年。
- 沼田真佑『影裏』文藝春秋、2017年。
- 佐藤厚志『荒地の家族』新潮社、2023年